# توئی تونگا

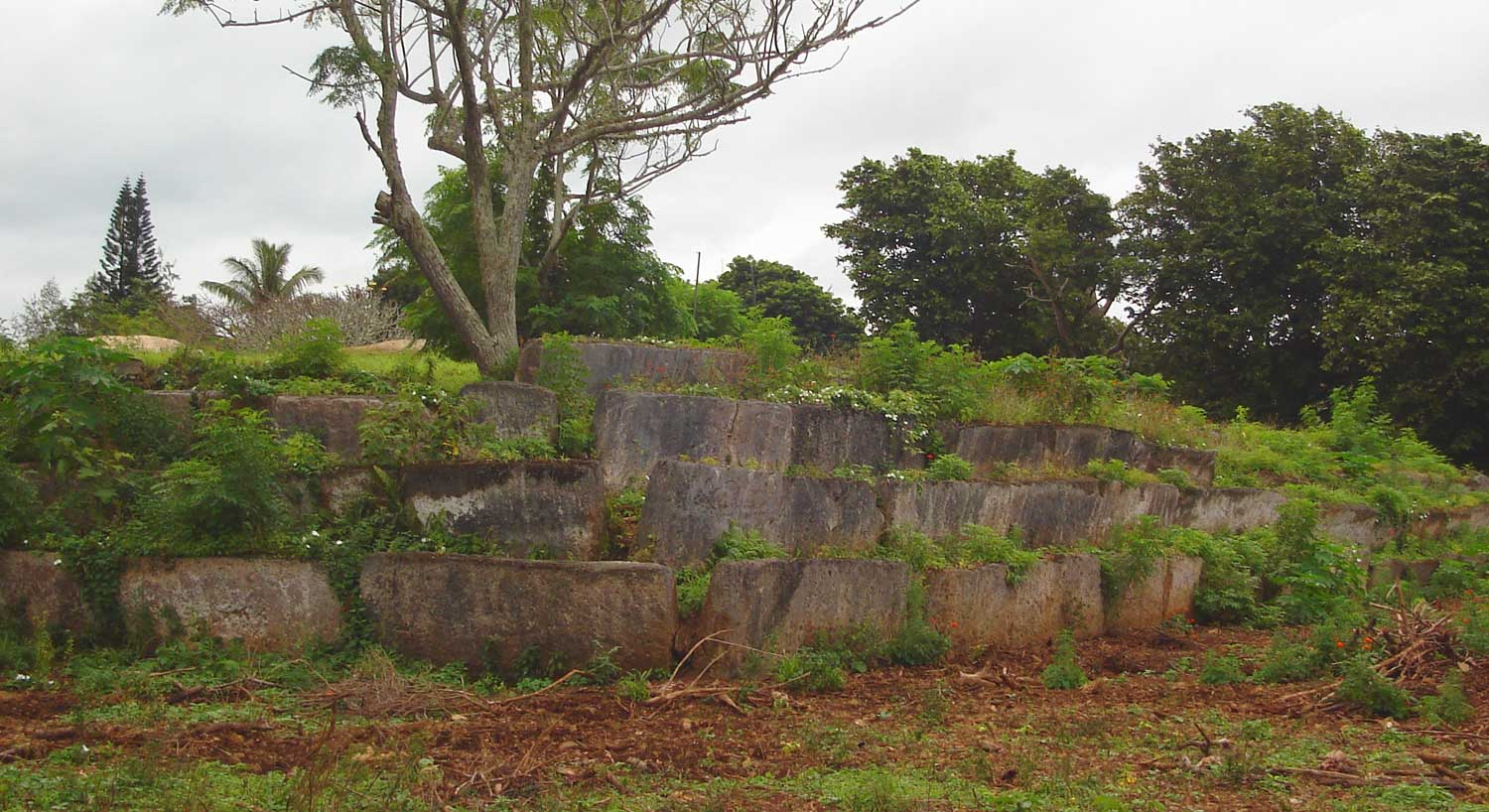
نمایی از مقبرهٔ سلسله پادشاهی توئی تونگا - جولای ۲۰۰۶

توئی تونگا سلسله‌ای از پادشاهان تونگا است که در قرن دهم با آهوئیتو افسانه ای شکل گرفت و در قرن پانزدهم با تسلیم شدن به توئی هااتاکالوا از قدرت سیاسی کنار رفت. این عنوان با مرگ آخرین توئی تونگا، سانوالیو فتافهی لاوفیلیتونگا، در سال ۱۸۶۵ به پایان رسید، کسی که عنوان باستانی و مانای آن را به برادرزاده‌اش، فتافهی توئی پلهاکه، سپرد. توئی پلهاکه نیز عنوان و امتیازات خود را به پدر ناتنی‌اش شاه جورج توپوی یکم، واگذار کرد. او نیز قدرت و اعتبار خود را با چند تن دیگر همراه کرد و نهاد امروزی پادشاهی تونگا را بنا نهاد. اگرچه این عنوان دیگر اعطا نمی‌شود، خط وراثتی دودمان باستانی ناگسستنی باقی مانده و با عنوان نجیب کالانیووالو نشان داده می‌شود (که توسط پادشاه جورج توپو اول به برادرزاده اش، شاهزاده فتافهی کالانیووالو، تنها پسر متولد شده از آخرین توئی تونگا، لاوفیلیتونگا اعطا شد).
منابع سنتی از ۳۹ دارنده این عنوان را نام می‌برند، اما فهرست دیگری با ۴۸ نام وجود دارد.
1. 'Aho'eitu - پدر الهی، در حدود ۹۰۰ میلادی، اقامت برای اولین بار در Popua و سپس مکان‌های دیگر از Hahake منطقه، مانند Toloa نزدیک Fua'amotu.
2. لولوفاکانگالو
3. Fangaʻoneʻone
4. لیهاو
5. کوفوتو
6. کالوآ
7. Maʻuhau - اقامتگاه در Lavengatonga
8. «آپوانیا
9. آفولونگا
10. مومو - با نوآ، دختر لوآو، توئی هامئا ازدواج کرد. امپراتوری دریایی تونگا به وجود آمد. دربار سلطنتی در حکتا در نزدیکی نیوتوا.
11. Tuʻitātui - در حدود ۱۱۰۰ بعد از میلاد، دربار سلطنتی را گسترش داد، Haʻamonga را ساخت. فاله فا (خانه چهار نفره)، مشاوران و نگهبانان سلطنتی را دوباره تأسیس کرد. برادر ناتنی حیله‌گر او فاسیاپوله فرماندار شد.
12. طلاطما – محل اقامت را به لاپاها منتقل کرد. بدون مشکل فوت کرد
13. Tuʻitonganui ko e Tamatou - گفته می‌شود که یک قطعه چوب بوده‌است که در کودکی تالاتاما و پدر Talaihaʻapepe ایستاده‌است تا سلسله را پاک نگه دارد.
14. Talaihaʻapepe - برادر واقعی Talatama و نوه فرضی از طریق بلوک چوبی
15. Talakaifaiki - حدود ۱۲۵۰; آغاز زوال امپراتوری دریایی تونگان، ساموآ را به دلیل ظلم به خط مالیتوآ از دست داد.
16. تالفاپیت
17. توئیتونگا ماآکیتوئه
18. توئیتونگا پویپوی
19. Havea I - توسط یک فیجیایی ترور شد
20. تاتافوئیکیمیموئا
21. لومی ائتوپوآ
22. Havea II - توسط Tuluvota، یک فیجیایی با یک تیر ترور شد
23. تاکالائوا - توسط تاماسیا و مالوفافا از یووه و فوتونا هنگام حمام کردن در رودخانه تولوپونا در آلاکیفونوا کشته شد. یک حاکم خشن، آغاز تحولات سیاسی
24. Kauʻulufonua I - در حدود سال ۱۴۷۰، قاتلان پدرش را از Tongatapu به Eua، Haʻapai، Vavaʻu، هر دو Niuas، سپس Niue، Fiji، Samoa تعقیب کرد و سرانجام آنها را در جزیره زادگاهشان Uvea یا Fut دستگیر کرد. در خانه در موآ، آنها را در یک نمایش وحشیانه کشت (دندانهایشان را درآورد و سپس به آنها اجازه داد تا کاوا را بجوند)، قبل از اینکه آنها را ببلعد و به او لقب فکای را داد. او به برادر کوچکترش موونگاموتو اجازه داد تا سلسله جدیدی به نام توئی هااتاکالاوآ به نام پدرشان تأسیس کند. این سلسله جدید وظایف روزمره توئی تونگا را با مردم انجام می‌داد در حالی که توئی تونگا مقدس می‌شد، پادشاه پادشاهان مانند یک خدا.
25. Vakafuhu - توسط Tuʻi Haʻatakalaua که در ساموآ زندگی می‌کرد از تونگا دور نگه داشته شد.
26. Puipuifatu - در ساموآ زندگی می‌کرد، بیهوده تلاش کرد تا به Vavaʻu حمله کند تا قدرت را به سلسله خود بازگرداند.
27. Kauʻulufonua II - در ساموآ زندگی می‌کرد
28. Tapuʻosi - اجازه یافت به Muʻa بازگردد، زیرا ظاهراً خط Tuʻi Tonga اکنون چنان ضعیف شده بود که هیچ تهدیدی برای Tuʻi Haʻatakalaua نبود. از این به بعد، توئی تونگا به عنوان یک کشیش اعظم عمل می‌کرد، که تمام وظایف دینی (یک افتخار و یک بار) را بر عهده می‌گرفت، و به او موقعیت بسیار عالی می‌داد، اما هیچ قدرتی دنیوی نداشت. اما هیچ توئی تونگا نیز دیگر هرگز به قتل نرسید.
29. اولواکیماتای اول - همچنین به نام تله آ، سازنده بزرگترین لنگی در تونگاتاپو شناخته می‌شود.
30. فتافهی - در حدود سال ۱۶۰۰ با دختر توئی هااتاکالوا مونگا او تونگا ازدواج کرد، این رسم تا چند نسل ادامه داشت و اتحاد دائمی بین دو خانه را تشکیل می‌داد. خواهرش با یک فیجیایی ازدواج کرد و جهت‌گیری بین‌المللی تونگا را از ساموآ به فیجی تغییر داد. او در ساموآ توسط استادان خالکوبی در دو جلسه خالکوبی شد و به مناسبت این آیین‌ها لقب Fakauakimanuka ("دو بار به Manuʻa") را دریافت کرد.
31. Kauʻulufonua III - در سال ۱۶۴۳ توسط آبل تاسمان ملاقات کرد
32. اولواکیماتا دوم
33. Tuʻipulotu (I) ʻilangi Tuʻofefafa - از این پس همسر اصلی Tuʻi Tonga (moheofo) به جای Tuʻi Ha'atakalaua دختر Tuʻi Kanokupolu شد، که نشان می‌دهد کدام دودمان از دو دومی مهم‌ترین هستند.
34. فکانه انا
35. Tuʻipolutu (II) ʻilangi Tuʻoteau
36. پائولاهو - فوانونویاوا، جانشین او طی مراسمی باشکوه در سال ۱۷۷۷ بود که کاپیتان کوک شاهد آن بود. در جنگ داخلی متعاقب شکست خورد و خلع شد
37. Maʻulupekotofa - برادر بزرگتر پائولاهو، که در وهله اول بدون پائولاهو باید توئی تونگا می‌بود. تلاش کرد تا بار تابوهای مذهبی را که در توئی تونگا رشد کرده بود کاهش دهد و نفوذ سیاسی آن را افزایش دهد
38. Fuanunuiava - قدرت را از عمویش در سال ۱۷۹۵ یا حوالی آن گرفت، اما به سیاست خود ادامه داد. در جنگ داخلی ۱۷۹۹ به فیناو اولوکالالا پیوست. در سال ۱۸۱۰ درگذشت
39. Laufilitonga - متولد حدود ۱۷۹۸ برای تبدیل شدن به Tuʻi Tonga زمانی که پدرش درگذشت خیلی جوان بود. در آن زمان این عنوان به حدی کاهش یافته بود که تقریباً تمام اعتبار خود را از دست داده بود. سعی کردم به انتخاب کردن برای قدرت است، اما نبرد نهایی در طول دست داده Velata در Lifuka در سال ۱۸۲۶ برابر Tāufa'āhau؛ در سال ۱۸۲۷ (به همراه Tuʻi Kanokupolu) با تمسخر به عنوان Tuʻi Tonga به عنوان پادشاهی بدون قدرت سیاسی و معنوی منصوب شد. در سال ۱۸۶۵ درگذشت و پس از آن این عنوان لغو شد.